# Размеднител
Размеднител – спомагателен компонент на артилерийския изстрел, предназначен за премахване от нарезите на оръдието на полепената по тях мед от водещия пояс на снаряда. Представлява намотки от оловна или калаена тел, поставяна в гилзата или камерата (патронника) на оръдието при разделно зареждане.